# 有識者議員
有識者議員（ゆうしきしゃぎいん）は、科学者や経済学者、社会学者などの研究者や大学などの研究機関、民間企業の経営陣の役員などから選出された議員のこと。一般によく知られている国や地方自治体に設置されている議会、及びその他の議決機関を組織し、その議決に加わる資格を有する議員とは異なる。民間議員とも呼ぶ。

## 概要
- 日本の省庁、特に内閣府などでは、内閣総理大臣の下、重要政策に関する会議が設置されている。同会議では、大臣などの閣僚や代議士らと共に民間人から選出された有識者で構成されている。民間から選出された議員を「有識者議員」（民間議員）と呼ぶ。
- 一般によく知られている選挙によって選ばれる「議員」（例：国会議員など）とは異なり、選挙による過程を経ずに内閣総理大臣の指名により任命される。また、国会同意人事として就任する事例もある。
- 政党にも属さず、また政治活動も行わないため、政治資金などの支給はない。

## 有識者議員が置かれている会議
- 内閣府
  - 経済財政諮問会議（法律第18条第1項）
  - 総合科学技術・イノベーション会議（法律第18条第1項）
  - 国家戦略特別区域諮問会議（法律第18条第2項）

## 現在の有識者議員
- 経済財政諮問会議[1]。
  - 黒田東彦　日本銀行総裁
  - 伊藤元重　学習院大学国際社会科部教授
  - 榊原定征　東レ株式会社相談役最高顧問
  - 高橋進　日本総合研究所理事長
  - 新浪剛史　サントリーホールディグス株式会社代表取締役社長
- 総合科学技術・イノベーション会議[2]。
  - 久間和生（常勤議員）　元三菱電機株式会社常任顧問
  - 原山優子（常勤議員）　元東北大学大学院工学研究科教授
  - 上山隆大（常勤議員）　元政策研究大学院大学副学長・教授
  - 内山田竹志（非常勤議員）　トヨタ自動車株式会社取締役会長
  - 小谷元子（非常勤議員）　東北大学大学院理学研究科教授
  - 十倉雅和（非常勤議員）　住友化学株式会社代表取締役社長
  - 橋本和仁（非常勤議員）　国立研究開発法人物質・材料研究機構理事長
  - 大西隆（非常勤議員） 日本学術会議会長

総合科学技術・イノベーション会議の有識者議員の任期は3年であり、必要に応じて再任される。また、3年ごとに全改選するのではなく、ほぼ半数ごとに改選期が到来するよう任命時期を調整し、議論の継続性を担保している。なお、日本学術会議会長は内閣府の「関係機関の長」としての立場からメンバーとなっている。